# Таволожка (Саратовская область)
Таволожка — село в Петровском районе Саратовской области, входит в состав населённых пунктов Пригородного муниципального образования.

## География
Село находится в восточной части района, в 24 км юго-восточнее от города Петровск и в 75 км севернее от областного центра Саратова.
Через село протекает одноимённая речка, впадающая в 10 километрах севернее в реку Медведицу. Ближайшая железнодорожная станция находится в районном центре, с которым село связано рейсовым автобусом.

## Население
Согласно данным переписи на 2010 год в селе проживало 418 человек, из них 196 мужчины и 222 женщины.
| 2002 | 2010 |
| ---- | ---- |
| 458  | ↘418 |

## История
Таволожка была основана как владельческая деревня в 1774 году. Название было дано по реке, на которой заложили новое поселение.
Сохранившаяся в селе каменная православная церковь была построена в 1825 году. В храме были освящены три престола: главный во имя Всех Святых и приделы во имя Покрова Божией Матери и иконы Казанской Божией Матери.
В 1887 году в ветхой деревянной церковной сторожке начала работу приходская школа грамоты.
С приходом Советской власти Таволожка стала центром одноимённого сельсовета и центральной усадьбой колхоза «Страна Советов».
На фронтах Великой Отечественной войны погибло более ста жителей села.

## Инфраструктура
На территории села работает общеобразовательная школа, детский сад «Родничок», фельдшерско-акушерский пункт, сельский клуб, почта, магазин.
Девять фермерских хозяйств были созданы после распада колхоза. Крупнейшими из них являются сельскохозяйственные предприятия «Юпитер» и «КФХ ООО Королев».

## Известные люди
- Степан Григорьевич Ширяев — русский революционер, народник, член Исполнительного комитета партии «Народная воля»;
- Пётр Григорьевич Ширяев — русский революционер, народник, журналист;
- Иван Григорьевич Ширяев — русский революционер, народник, журналист.

## Уличная сеть
В селе несколько улиц:
ул. Высотная, ул. Зеленая, ул. Центральная, ул. Дорожная, ул. Молодёжная, ул. Школьная, ул. Заречная, ул. Новая.